# Cichlasomatinae

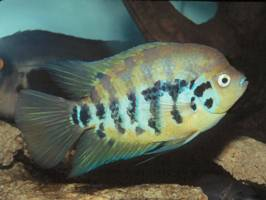
Archocentrus centrarchus

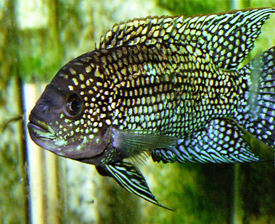
Rocio octofasciata

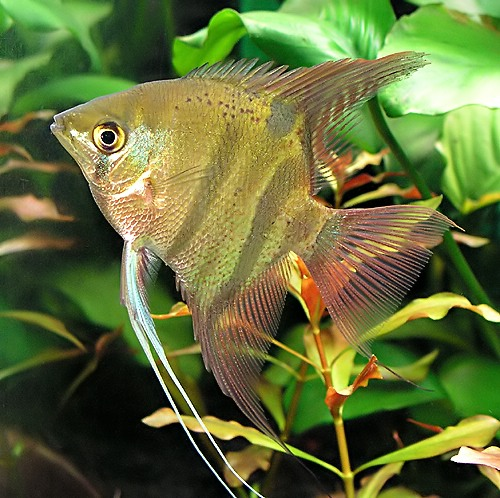
Pterophyllum leopoldi

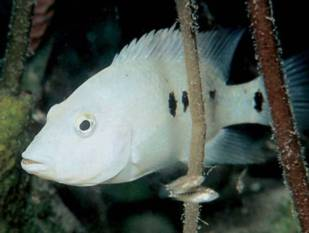
Herichthys minckleyi

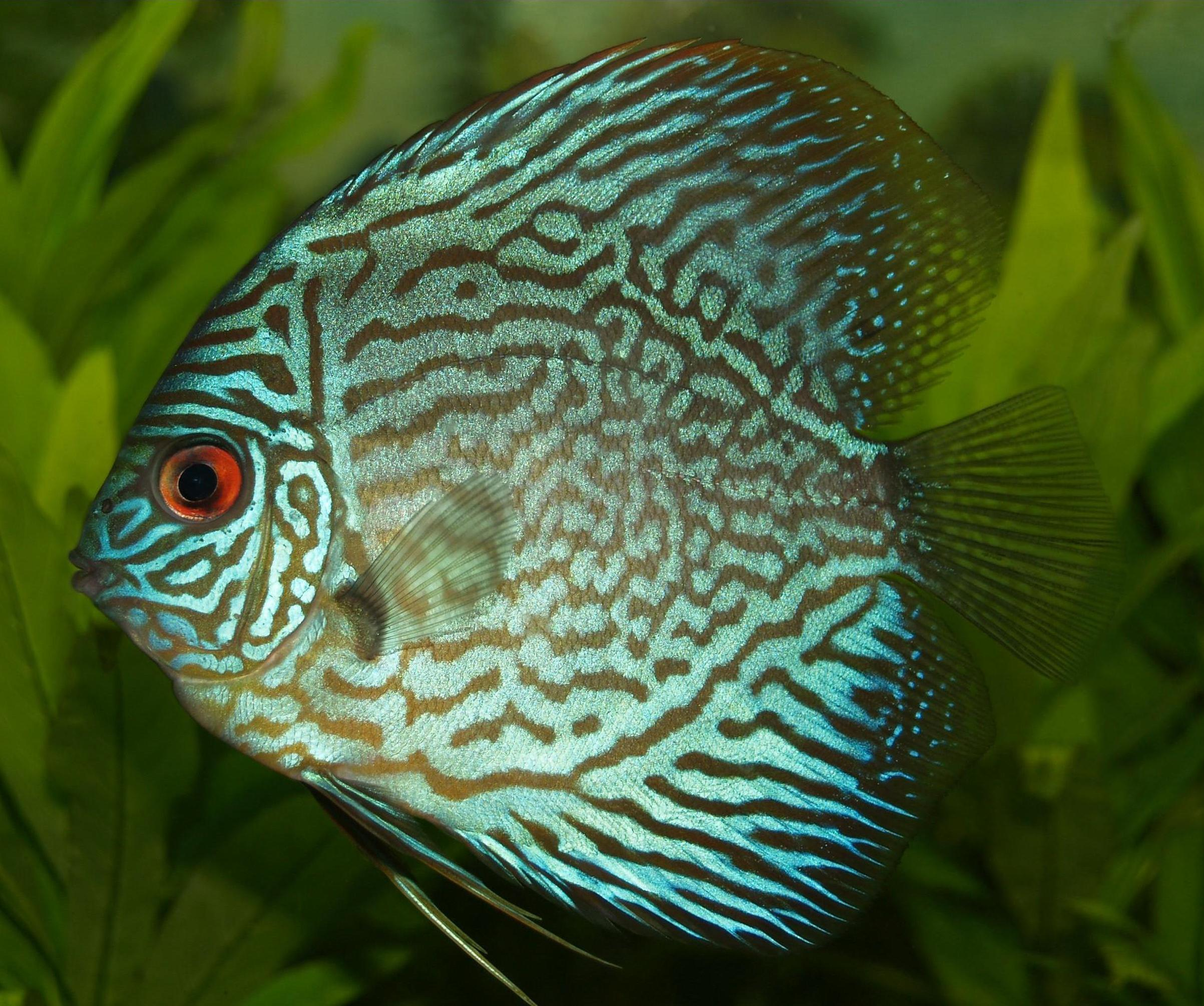
Symphysodon aequifasciata

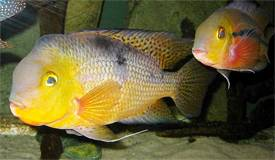
Hypsophrys nicaraguensis

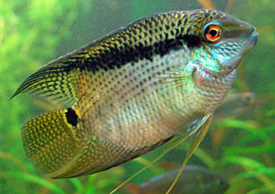
Mesonauta festivus

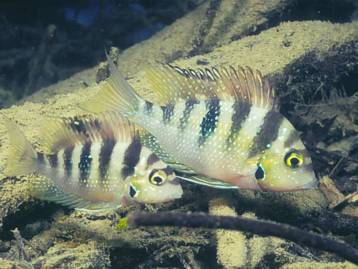
Thorichthys affinis

A Cichlasomatinae a sugarasúszójú halak (Actinopterygii) osztályában a sügéralakúak (Perciformes) rendjébe sorolt bölcsőszájúhal-félék (Cichlidae) családjának egyik alcsaládja.

## Rendszertani felosztásuk
- Acaroniini klád 
  - Acaronia (Myers, 1940)

### Cichlasomatiniklád
- Aequidens (Eigenmann & Bray, 1894)
- Andinoacara Musilová, Říĉan & Novák, 2009
- Bujurquina (Kullander, 1986)
  - B. vittatus (Heckel, 1840)
  - B. syspilus (Cope, 1872)
  - B. zamorensis (Regan, 1905)
  - B. mariae (Eigenmann, 1922)
  - B. moriorum (Kullander, 1986)
  - B. apoparuana (Kullander, 1986)
  - B. cordemadi (Kullander, 1986)
  - B. eurhinus (Kullander, 1986)
  - B. hophrys (Kullander, 1986)
  - B. huallagae (Kullander, 1986)
  - B. labiosa (Kullander, 1986)
  - B. megalospilus (Kullander, 1986)
  - B. ortegai (Kullander, 1986)
  - B. peregrinabunda (Kullander, 1986)
  - B. robusta (Kullander, 1986)
  - B. tambopatae (Kullander, 1986)
  - B. oenolaemus (Kullander, 1987)
- Cichlasoma  (Swainson, 1839)
  - C. bimaculatus (Linnaeus, 1758)
  - C. taenia (Bennett, 1830)
  - C. dimerus (Heckel, 1840)
  - C. portalegrensis (Hensel, 1870)
  - C. ornatus (Eigenmann, 1922)
  - C. microlepis (Dahl, 1960)
  - C. amazonarum (Kullander, 1983)
  - C. araguaiense (Kullander, 1983)
  - C. boliviense (Kullander, 1983)
  - C. orientale (Kullander, 1983)
  - C. orinocense (Kullander, 1983)
  - C. paranaense (Kullander, 1983)
  - C. pusillum (Kullander, 1983)
  - C. sanctifranciscense (Kullander, 1983)
- Cichlasoma facetum csoport (incertae sedis)
- Cichlasoma atrom aculatum csoport (incertae sedis)
- Cleithracara (Kullander & Nijssen, 1989)
  - maroni akara (Cleithracara maronii
- Hypsophrys (Agassiz, 1859)
  - H. nicaraguensis (Günter, 1864)
  - H. nematopus (Günther, 1867)
- Paratheraps (Werner & Stawikowski, 1989)
  - P. fenestrata (Günther, 1860)
  - P. melanurus (Günther, 1862)
  - P. bifasciatus (Steindachner, 1864)
  - P. guttulatus (Günther, 1864)
  - P. zonatum (Meek, 1905)
  - P. synspilum (Hubbs, 1935)
  - P. hartwegi (Taylor & Miller, 1980)
  - P. breidohri (Werner & Stawikowski, 1987)
- Krobia (Kullander & Nijssen, 1989)
  - K. guianensis (Regan, 1905)
  - K. itanyi (Puyo, 1943)
- Laetacara (Kullander, 1986)
  - L. dorsiger (Heckel, 1840)
  - L. flavilabris (Cope, 1871)
  - L. thayeri (Steindachner, 1875)
  - L. curviceps (Ahl, 1923)
  - L. fulvipinnis (Staeck & Schindler, 2007)
  - L. araguaiae (Ottoni & Costa, 2009)
- Nannacara (Regan, 1905)
  - N. anomala (Regan, 1905)
  - N. taenia (Regan, 1912)
  - N. aureocephalus (Allgayer, 1983)
  - N. quadrispinae (Staeck & Schindler, 2004)
- Ivanacara (Römer & Hahn, 2006)
  - I. adoketa (Kullander & Prada-Pedreros, 1993)
  - I. bimaculata (Eigenmann, 1912)
- Tahuantinsuyoa (Kullander, 1986)
  - T. macantzatza (Kullander, 1986)
  - T. chipi (Kullander, 1991)

### Heroiniklád
Dél-amerikai halakkal:
- Caquetaia (Fowler, 1945)
  - C. kraussii (Steindachner, 1875)
  - C. spectabilis (Steindachner, 1875)
  - C. umbriferum (Meek & Hildebrand, 1913)
  - C. myersi (Schultz, 1944)
- Heroina (Kullander, 1996)
  - H. isonycterina (Kullander, 1996)
- Heros (Heckel, 1840)
  - H. efasciatus (Heckel, 1840)
  - H. severus (Heckel, 1840)
  - H. spurius (Heckel, 1840)
  - H. notatus (Jardine, 1843)
- Hoplarchus (Kaup, 1860)
  - H. psittacus (Heckel, 1840)
- Hypselecara (Kullander, 1986)
  - H. coryphaenoides (Heckel, 1840)
  - H. temporalis (Günther, 1862)
- Mesonauta (Günther, 1862)
  - M. festivus (Heckel, 1840)
  - M. insignis (Heckel, 1840)
  - M. acora (Castelnau, 1855)
  - M. egregius (Kullander & Silfvergrip, 1991)
  - M. mirificus (Kullander & Silfvergrip, 1991)
  - M. guyanae (Schindler, 1998)

- Pterophyllum (Heckel, 1840)
  - P. scalaris (Lichtenstein, 1823)
  - P. altum (Pellegrin, 1903)
  - P. leopoldi (Gosse, 1963)
- Symphysodon (Heckel, 1840)
  - S. discus (Heckel, 1840)

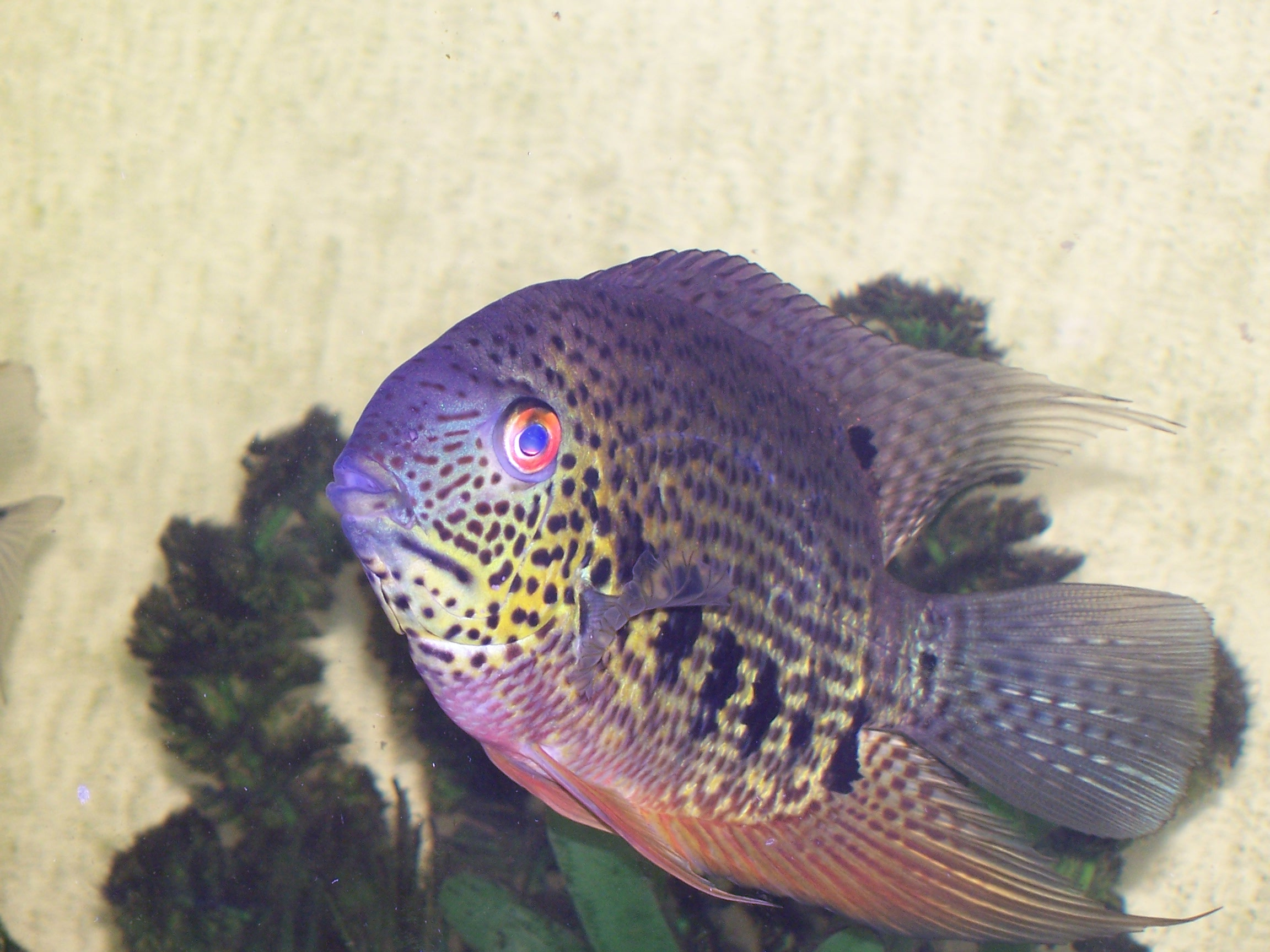
Heros severus

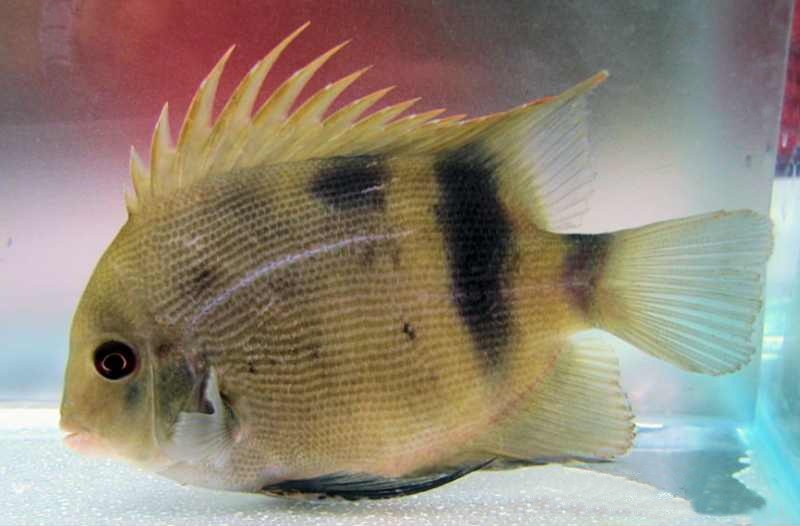
Uaru fernandezyepezi

  - S. aequifasciatus (Pellegrin, 1904)
    - S. discus tarzoo (Lyons, 1959)
- Uaru (Heckel, 1840)
  - U. amphiacanthoides (Heckel, 1840)
  - U. fernandezyepezi (Stawikowski, 1989)

Közép-amerikai halakkal:
- Amatitlania (Schmitter & Soto, 2007)
  - A. coatepeque (Schmitter & Soto, 2007)
  - A. kanna (Schmitter & Soto, 2007)
  - A. siquia (Schmitter & Soto, 2007)
  - zebrasávos sügér (Amatitlania nigrofasciata)
- Australoheros Rícan & Kullander, 2006
- Herichthys (Baird & Girard, 1854)
  - H. bartoni (Bean, 1892)
  - H. carpintis (Jordan & Snyder, 1899)
  - H. cyanoguttatus (Baird & Girard, 1854)
  - H. deppii (Heckel, 1840)
  - H. labridens (Pellegrin, 1903)
  - H. minckleyi (Kornfield & Taylor, 1983)
  - H. pantostictus (Taylor & Miller, 1983)
  - H. pearsei (Hubbs, 1936)
  - H. steindachneri (Jordan & Snyder, 1899)
  - H. tamasopoensis (Artigas Azas, 1993)
- Nandopsis (Gill, 1862)
  - N. tetracanthus (Valenciennes, 1831)
  - N. haitiensis (Tee-Van, 1935)
  - N. ramsdeni (Fowler, 1938)
- Parachromis (Agassiz, 1859)
  - P. friedrichsthalii (Heckel, 1840)
  - P. dovii (Günther, 1864)
  - jaguársügér (Parachromis managuensis (Günther, 1866) — dél-amerikai, a Hévízi-tó levezető csatornájába betelepítették,[1]
  - P. motaguensis (Günther, 1866)
  - P. loisellei (Bussing, 1989)
- Paraneetroplus (Regan, 1905)
  - P. nebulifera (Günther, 1860)
  - P. gibbiceps (Steindachner, 1864)
  - P. bulleri (Regan, 1905)
  - P. omonti (Allgayer, 1988)
- Petenia (Günther, 1862)
  - P. splendida (Günther, 1862)
- Rocio Schmitter-Soto, 2007

- Thorichthys (Meek, 1904)

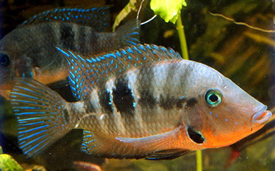
Thorichthys meeki

  - Helleri csoport (Miller, Robert Rush, 1961)
  - T. aureus (Günther, 1862)
  - T. helleri (Steindachner, 1864)
  - T. maculipinnis (Steindachner, 1864)
  - T. callolepis (Regan, 1904)
  - T. socolofi (Miller & Taylor, 1984)
  - Meeki csoport (Miller, Robert Rush, 1961)
  - T. affinis (Günther, 1862)
  - T. meeki (Brind, 1918)
  - T. pasionis (Rivas, 1962)
    - T. sp. "Coatzacoalcos"
- Tomocichla (Regan, 1908)
  - T. sieboldii (Kner, 1863)
  - T. tuba (Meek, 1912)
  - T. asfraci (Allgayer, 2002)

### Therapsiniklád
- Therapsina (Allgayer, 1989) nem ág
- Amphilophus (Agassiz, 1859) sensu (Conkel & Lydeard, 1997)
  - citromsügér (Amphilophus citrinellus)
  - papagájsügér (Amphilophus labiatus)
  - A. zaliosus (Barlow, 1976)
  - A. sagittae (Stauffer & McKaye, 2002)
  - A. xiloaensis (Stauffer & McKaye, 2002)
  - A. amarillo (Stauffer & McKaye, 2002)
  - A. astorquii (McCrary & Black, 2008)
  - A. chancho (McCrary & Black, 2008)
  - A. flaveolus (McCrary & Black, 2008)
- Astatheros  (Pellegrin, 1904) sensu (Conkel & Lydeard, 1997)
  - A. alfari (Meek, 1907)
  - A. altifrons (Kner & Steindachner, 1863)
  - A. bussingi (Loiselle, 1997)
  - A. longimanus (Günther, 1869)
  - A. macracanthus (Valliant & Pelle-grin, 1902)
  - A. robertsoni (Regan, 1905)
  - A. rhytsima (Lopez, 1985)
  - A. rostratus (Gill & Bransdforf, 1877)
  - A. diquis (Bussing, 1974)
- Chuco (Fernández Yépez, 1969)
  - C. godmanni (Günther, 1862)
  - C. intermedius (Günther, 1862)
  - C. microphthalmus (Günther, 1862)
- Theraps (Günther, 1862)
  - T. irregularis (Günther, 1862)
  - T. lentiginosus (Steindachner, 1864)
  - T. coeruleus (Stawikowski & Werner, 1987)
  - T. wesseli (Miller, 1996)
- tarkasügér (Vieja) (Fernández-Yépez, 1969)
  - V. maculicauda (Regan, 1905)
  - tűzfejű tarkasügér (Vieja melanurus, korábban Paraneetroplus synspilus) — közép-amerikai, a Hévízi-tó levezető csatornájába betelepítették,[2]
  - V. heterospilum (Hubbs, 1936)
  - V. pearsei (Hubbs, 1936)
  - V. regani (Miller, 1974)
  - V. argentea (Allgayer, 1991)
  - V. ufermanni (Allgayer, 2002)
- Archocentrina (Allgayer, 2001) nem ág
- Archocentrus (Gill in Gill & Bransford, 1877)
  - A. centrarchus (Gill & Bransford, 1877)
  - A. spinosissimus (Vaillant & Pellegrin, 1902)
  - A. multispinosus (Günther, 1867)
- Cryptoheros (Allgayer, 2001)
  - Panamius (alnem)
  - C. panamensis (Meek & Hildebrand, 1913)
  - Bussingius (alnem)
  - C. sajica (Bussing, 1974)
  - C.myrnae (Loiselle, 1997)
  - C. septemfasciatum (Regan, 1908)
  - C. altoflavus (Allgayer, 2001)
  - C. nanoluteus (Allgayer, 1994)
  - Cryptoheros (alnem)
  - C. spilurus (Günther, 1862)
  - C. cutteri (Fowler, 1932)
  - C. chetumalensis (Schmitter & Soto, 2007)